# Aci Ferreira de Oliveira
Aci Ferreira de Oliveira (Araquari, 21 de janeiro de 1944 - Araquari, 16 de dezembro de 2004) foi um empresário e político brasileiro

## Biografia
Nascido em Araquari em 21 de janeiro de 1944, foi casado com Sueli Hreisemnou de Oliveira.

### Política
Filiado ao MDB, foi prefeito eleito de Araquari em dois mandatos: o primeiro na década de 1970 e o segundo, na década de 1990.
Em suas gestões, o hino e brasão do município foram implantados e idealizou a "Festa do Maracujá".

#### Morte
Aci Ferreira de Oliveira morreu em 16 de dezembro de 2004, aos 60 anos de idade.

## Homenagens
Como homenagem, seu nome batiza a rodovia SC-495 e a rodovia SC-415, trecho que liga a BR-280, e uma Unidade de Pronto Atendimento (UPA) do município de Araquari.